# William Robert Fearon
William Robert Fearon (* 14. Oktober 1892; † 27. Dezember 1959) war ein irischer Biochemiker und Politiker.

## Leben und Wirken
Fearon lehrte Biochemie am Trinity College in Dublin und war von 1943 bis zu seinem Tod Mitglied des Seanad Éireann, des irischen Senats und Oberhauses des irischen Parlaments. Sein Lehrbuch Fearon’s Introduction to Biochemistry erschien in vier Auflagen. Die letzte Auflage erschien 1961, zwei Jahre nach seinem Tod. Im Jahre 1942 erfand er eine Variante der Wöhlk-Reaktion, bei der er statt Salmiakgeist eine stark alkalische Lösung von Methylammoniumchlorid einsetzte. Die Reaktion wurde im urologischen Labor zur Unterscheidung einer Schwangerschaftsdiabetes und einer Laktosurie (Milchstau) genutzt und findet unter alkalischen Bedingungen statt. Dabei entsteht zunächst Methylamin, weswegen die Testmethode allgemein „Fearon’s test on methylamine“ genannt wird. Obwohl eine derartige nasschemische Nachweisreaktion im modernen Krankenhauslabor dank besserer und genauerer Testmethoden (HPLC, GC, Laborschnelltest) obsolet ist, wird sie zu Ausbildungszwecken gelehrt und in Labors mit weniger guter Ausstattung noch angewendet.